# 泰勒斯布里奇鎮區 (北卡羅萊納州桑普森縣)
泰勒斯布里奇鎮區（英語：Taylors Bridge Township）是位於美國北卡羅萊納州桑普森縣的一個鎮區。

## 地方資料
泰勒斯布里奇鎮區的面積為158.00平方千米，皆為陸地。根據2020年美國人口普查的數據，當地共有人口1181人，而人口密度為每平方千米7.47人。